# Glanssot
Glanssot, Fuligo splendens, den svarta, glänsande skorpa, som bildas i nedre delen av rökgången från eldstäder, där vegetabiliska ämnen (ved och dylikt) genomgår förbränning, som i vanliga eldstäder aldrig är fullständig. 
Glanssotet uppstår av det vanliga pulverformiga sotet (eller röken) därigenom, att detta mekaniskt sammanbinds genom den vattengas och de tjärämnen, som bildas vid förbränningen. Glanssotet består sålunda av sammansintrat kol, förorenat av kreosot, "brandhartser", tjärprodukter och salter. Det är till färgen brunsvart, glänsande samt har en vidbränd lukt och smak. 
Glanssotet begagnades redan av de gamla grekiska läkarna och förblev länge i bruk. Det uteslöts sedermera ur Svenska farmakopén tillsammans med de därav beredda preparaten: sotdroppar, Liquor fuliginis alkalinus (alkaliska sotdroppar) och Liquor fuliginis fætidus' (sotdroppar med dyvelsträck). Båda var potenta läkemedel, vilka användes mot hysteriska krämpor samt, i synnerhet den sistnämnda beredningen, såsom ganska verksamma, så kallade marodördroppar vilket var en effektivt behandling för de som simulerade sjukdom eller skada.